# ليندسي أدلر
ليندسي أدلر (بالإنجليزية: Lindsay Adler)‏ هي مصورة مورضة ومصورة أمريكية، ولدت في 17 سبتمبر 1985.

## وصلات خارجية
- الموقع الرسمي